# Fable III
Fable III là trò chơi điện tử thể loại hành động nhập vai thứ ba trong dòng trò chơi Fable. Trò chơi được phát triển bởi Lionhead Studios cho hệ Xbox 360 và Microsoft Windows còn Microsoft Game Studio thì lo phần phát hành và phân phối. Phiên bản trên hệ Xbox 360 đã phát hành vào ngày 26 tháng 10 năm 2010 còn phiên bản cho Windows thì phát hành vào ngày 17 tháng 5 năm 2011.
Bối cảnh của tác phẩm là 50 năm sau các sự kiện trong Fable II với cốt truyện tập trung vào một nhân vật chính là hoàng tử hay công chúa của xứ Albion khi thấy anh trai mình bắt đầu phát điên vì quyền lực và sử dụng nó một cách quá tàn bạo đã rời bỏ lâu đài và chuẩn bị cho một cuộc nổi dậy lật đổ người anh trai của mình để trở thành minh quân hay một bạo chúa mới. Cùng với người thầy, quản gia và chú chó trung thành của mình người chơi sẽ bắt đầu đi khám phá thế giới, thành lập liên minh, tìm kiếm chi phí cho việc và được sự hướng dẫn của một người phụ nữ bí ẩn trên con đường ảo ảnh nơi từng đoạn sẽ được mở ra sau các sự kiện và nhân vật chính sẽ có được các sức mạnh ma thuật và kỹ năng mà đoạn đường được mở cung cấp để đi tiếp con đường ngày càng chông gai. Về phép thuật thì trò chơi cung cấp bốn phép thuật chính, từng đoạn của con đường ảo ảnh sẽ có lựa chọn để làm cho các phép thuật ngày càng mạnh hơn và đặc biệt hơn khi đến một lúc nào đó hai phép thuật có thể nhập lại làm một tạo ra một phép thuật liên hợp. Vũ khí trong trò chơi thì ngoài các vũ khí "sống" mà người chơi có sẵn sẽ "tiến hóa" cùng với con đường ảo ảnh thì người chơi có thể mua các vũ khí khác trong các lò rèn vũ khí, nhưng trong một lần chơi chỉ có một lượng nhỏ vũ khí sẽ xuất hiện vì thế với người thích sưu tập nếu muốn có đầy đủ vũ khí thì sẽ phải hợp tác với người chơi khác để vào thế giới của họ xem có bán loại vũ khí mà mình không có hay không. Một điểm đặc biệt khác của trò chơi là trong chuyến hành trình của mình thì chú chó trung thành sẽ theo sát gót không rời, chú chó này sẽ giúp tìm các kho báu chôn dưới lòng đất và chiến đấu cùng người chơi. Với việc kiếm tiền thì người chơi có thể làm nhiều công việc khác nhau hay mua nhà rồi cho thuê. Nhân vật chính cũng có thể lập gia đình với nhân vật khác.
Trò chơi nhận được các đánh giá tích cực trên hệ Xbox 360 còn Windows thì nhận nhiều ý kiến khác nhau.

## Phát triển
Khi Fable III bắt đầu được công bố thì Molyneux đã nói rằng trò chơi sẽ có các chủ đề khác nhau khi so sánh với các tác phẩm trước vì thế nó sẽ rất khó để thực hiện "Nếu tất cả các chức năng đều tương tự như nhau và người chơi sẽ chỉ có một cốt truyện, những địa điểm mới thì họ sẽ mất đi sự quan tâm".
Trong một cuộc phỏng vấn với OXM UK, Molyneux nói về cách Fable có nguy cơ trở thành trò chơi trong thể loại nơi nhân vật không có quyền lực gì và yếu ớt nhưng dần trở nên mạnh hơn sau khi hạ đo ván những kẻ xấu. Cấu trúc đó đã được áp dụng trong rất nhiều trò chơi khác, nhưng ông hỏi "Kết lại thế tại sao trò chơi vẫn có một chút sự thu hút?" và trả lời luôn đó là vì các yếu tố của Fable III nơi nhân vật có thể lật đổ một bạo chúa và trở thành người lãnh đạo cũng như có thể chọn con đường đi riêng cho mình thiện hay ác, tàn bạo hay nhân từ và nó không chỉ tác động đến nhân vật mà là cả một vương quốc.
Georg Backer người chuyên lo việc phối âm cho các trò chơi của Lionhead đã nói rằng trò chơi có đến 42 tiếng hội thoại. Trong đó phần lớn là do các nhân vật trong trò chơi nói chuyện với nhau về các tin đồn của các sự kiện đang diễn ra và người chơi có thể nghe lỏm được. Các nhân vật phụ này có đến 2000 câu đối thoại với hơn 80 người tham gia lồng tiếng.
Có 14 phiên bản mở rộng bổ sung dùng để tải về đã được thực hiện. Các phiên bản này thêm một số nhiệm vụ, khu vực, các tính năng, trang phục và giống chó mới. Phiên bản đặc biệt của trò chơi tích hợp 9 phiên bản này.

## Truyền thông

### Sách
Peter David đã thực hiện một tiểu thuyết có tựa Fable: The Balverine Order và bắt đầu phát hành vào ngày 05 tháng 10 năm 2010, cốt truyện lấy bối cảnh một khoảng thời gian nào đó sau Fable II nhưng trước Fable III nói về hai nhân vật cùng trên đường thức hiện một nhiệm vụ là tìm người sói đã sát hại người thân của mình.
Peter David cũng thực hiện một tiểu thuyết khác có tựa Fable: Blood Ties và phát hành vào ngày 25 tháng 10 năm 2011. Cốt truyện lấy bối cảnh ít lâu sau các sự kiện trong Fable III.

## Đón nhận
Fable III nhận được các đánh giá tích cực trên hệ Xbox 360. IGN đã đánh giá phiên bản này là 8,5/10 với nhận xét khen kết thúc của trò chơi nhưng than phiền về phần mở đầu chậm chạp và thiếu sáng tạo. GameSpot thì cho trò chơi 7,5/10 điểm với nhận xét "Thế giới tuyệt đẹp đầy sự hài hước và cá tính" nhưng cũng nói "Một loạt các vấn đề kỹ thuật và lối chơi quá đơn giản khiến trò chơi bớt thú vị". Official Xbox Magazine nói "Phần đáng nhớ nhất của Fable III không phải vì nó làm cho bạn cười mà bởi vì nó cũng làm cho bạn phải quan tâm. Nếu một vết sẹo xuất hiện trên mặt nhân vật bạn sẽ cảm thấy tội lỗi. Khi chú chó của bạn cứu bạn trong một trận chiến, bạn sẽ cảm thấy tự hào.".
Phiên bản dành cho hệ máy tính cá nhân thì lại nhận nhiều ý kiến khác nhau. IGN lại cho phiên bản này là 6/10 và gọi nó là "Sự thất vọng của hoàng tộc" với "giao diện không phù hợp với nền tảng máy tính", "Cốt truyện không đồng đều về nhịp điệu", "Hệ thống chiến đấu chán ngắt" và "Nhiệm vụ lặp đi lặp lại". GameSpot đánh giá phiên bản này là 7/10 với nhận xét "Có cải tiến đồ họa và chiến đấu khó hơn" cũng như than phiền "Cách chơi đơn giản" làm "Giảm sự hứng thú".